# Ceratina dentiventris
Ceratina dentiventris ist eine Biene aus der Familie der Apidae.

## Merkmale
Die Bienen haben eine Körperlänge von 5 bis 6 Millimetern. Der Körper der Weibchen ist metallisch blau bis blaugrün gefärbt, ist jedoch am Kopf und Thorax teilweise schwarz gefärbt. Die Stirnplatte (Clypeus), Calli und die Basis der Schienen (Tibien) sind weiß gefleckt. Das Mesonotum ist mittig dicht punktförmig strukturiert. Das Propodeum ist an den Seiten am Übergang der horizontalen Fläche zum Stutz mit einer gut erkennbaren Ecke versehen. Die Männchen sehen den Weibchen ähnlich, ihr Labrum und ist jedoch weiß gefleckt. Das siebte Tergit ist eingesattelt und am Ende abgerundet. Das zweite Sternit trägt basal mittig ein abstehendes Zähnchen.

## Vorkommen und Lebensweise
Die Art ist in Tunesien und Südeuropa, östlich bis nach Turkestan verbreitet. Die Tiere fliegen im Süden von April bis Oktober. Die Art sammelt Pollen an verschiedenen Pflanzenfamilien. Welche Kuckucksbienen die Art parasitieren, ist nicht bekannt. 

## Belege
Felix Amiet, M. Herrmann, A. Müller, R. Neumeyer: Fauna Helvetica 20: Apidae 5. Centre Suisse de Cartographie de la Faune, 2007, ISBN 978-2-88414-032-4.